# Christian Doidge
Christian Doidge (Newport, 25 agosto 1992) è un calciatore gallese, attaccante del Forest Green.

## Carriera
Ha giocato nella prima divisione gallese ed in quella scozzese.

## Palmarès

### Club

#### Competizioni nazionali
- Coppa di Lega gallese: 2

Camarthen Town: 2012-2013, 2013-2014